# Éclipse solaire du 12 août 2026
L’éclipse solaire du 12 août 2026 sera une éclipse totale de Soleil.
C'est la 16e éclipse totale du XXIe siècle, mais le 19e passage de l'ombre de la Lune sur Terre en ce siècle (les 3 autres ayant été des éclipses hybrides). La prochaine éclipse à ce jour de l'année aura lieu le 12 août 2045, soit 19 ans après cette éclipse selon le cycle métonique.

## Visibilité

Parcours de l’éclipse sur la Terre.

Son parcours commencera sur la côte nord de la Sibérie (péninsule de Taïmyr, mer des Laptev) avec un sens initial du sud vers le nord. Après une grande boucle à travers l'océan Arctique, et effleurant de près le pôle Nord à quelques dizaines de km (où le Soleil sera caché à 98,6 %), son sens s'inversera plein sud en traversant le nord-est du Groenland, pour s'orienter peu à peu vers l'est et atteindre son maximum au large des côtes nord-ouest de l'Islande. Puis, elle traversera l'Atlantique Nord pour atteindre le nord de l'Espagne dans la soirée locale et finir au coucher du soleil dans les Îles Baléares.

## Territoire européen
Bien que de faible couverture géographique à l'échelle du continent, il s'agit bel et bien d'une éclipse solaire totale « européenne », suivant celles du 11 août 1999 (continent), et du 20 mars 2015 (îles Féroé et Svalbard).
Le cône d'ombre de la Lune traversera l'Islande, l'Espagne, et mordant une infime extrémité de 5 km au nord-est du Portugal.

## Territoire français
Dans son livre l'Astronomie populaire en 1880, l'astronome Nicolas Camille Flammarion avait prédit que cette éclipse totale passerait à Paris. Mais elle n'y sera en fait que partielle.
Au cours du XXe siècle, des revues d'astronomie présentaient encore cette éclipse comme une future « éclipse française », reprenant des données anciennes. Par exemple, le numéro 184 de la revue Ciel et Espace de novembre-décembre 1981 qui présentait cette éclipse passant par Bordeaux et Toulouse.
Bien que ce ne soit finalement pas le cas, elle frôlera cependant de près l'Hexagone : son caractère quasi-total (99,5 % à Biarritz) le long de la frontière franco-espagnole la fera immanquablement remarquer.

## Territoire espagnol
Cette éclipse sera la première d'une série exceptionnelle de trois éclipses centrales espacées d'un an et demi environ (532 jours) concernant un même pays, l'Espagne. La seconde éclipse sera totale à l'extrême sud du pays, le 2 août 2027 et la troisième sera annulaire, le 26 janvier 2028.

## Horaires de l'éclipse totale par localité
| Localité                                | Pays      | L'éclipse partielle commencera à | L'éclipse totale commencera à | Fin de l'éclipse totale | Durée de l'éclipse totale | Fin de l'éclipse partielle | Magnitude |
| --------------------------------------- | --------- | -------------------------------- | ----------------------------- | ----------------------- | ------------------------- | -------------------------- | --------- |
| Taïmyr (75° 41’ 53’’ N 113° 22’ 44’’ E) | Russie    | 23:08:48                         | 23:59:27                      | 00:01:02                | 1 min 35 s                | 00:51:56                   | 1,0149    |
| Base Nord                               | Groenland | 14:19:52                         | 15:18:09                      | 15:18:24                | 15 s                      | 16:15:53                   | 1,0005    |
| Ísafjörður                              | Islande   | 16:43:17                         | 17:44:06                      | 17:45:37                | 1 min 31 s                | 18:43:56                   | 1,005     |
| Látrabjarg                              | Islande   | 16:43:39                         | 17:44:28                      | 17:46:41                | 2 min 13 s                | 18:44:55                   | 1,014     |
| Ólafsvík                                | Islande   | 16:45:05                         | 17:45:53                      | 17:47:57                | 2 min 3 s                 | 18:46:07                   | 1,011     |
| Borgarnes                               | Islande   | 16:46:30                         | 17:47:40                      | 17:48:23                | 43 s                      | 18:46:53                   | 1,001     |
| Akranes                                 | Islande   | 16:46:49                         | 17:47:51                      | 17:48:57                | 1 min 6 s                 | 18:47:17                   | 1,002     |
| Reykjavik                               | Islande   | 16:47:10                         | 17:48:14                      | 17:49:12                | 58 s                      | 18:47:34                   | 1,002     |
| Mosfellsbær                             | Islande   | 16:47:16                         | 17:48:32                      | 17:49:02                | 30 s                      | 18:47:35                   | 1,000     |
| Sandgerði                               | Islande   | 16:47:03                         | 17:47:54                      | 17:49:39                | 1 min 45 s                | 18:47:47                   | 1,007     |
| La Corogne                              | Espagne   | 19:30:52                         | 20:27:37                      | 20:28:51                | 1 min 14 s                | 21:21:55                   | 1,004     |
| Gijón                                   | Espagne   | 19:30:57                         | 20:26:42                      | 20:28:27                | 1 min 45 s                | 21:20:41                   | 1,012     |
| Oviedo                                  | Espagne   | 19:31:15                         | 20:27:00                      | 20:28:48                | 1 min 48 s                | 21:21:00                   | 1,015     |
| Santander                               | Espagne   | 19:31:17                         | 20:26:51                      | 20:27:55                | 1 min 04 s                | Coucher du soleil à 21:20  | 1,003     |
| Lugo                                    | Espagne   | 19:31:39                         | 20:28:03                      | 20:29:25                | 1 min 22 s                | 21:22:10                   | 1,006     |
| Aveleda e Rio de Onor                   | Portugal  | 19:33:43                         | 20:30:20                      | 20:30:26                | 6 s                       | 21:23:25                   | 1,000     |
| Bilbao                                  | Espagne   | 19:31:43                         | 20:27:17                      | 20:27:49                | 32 s                      | Coucher du soleil à 21:19  | 1,001     |
| Vitoria-Gasteiz                         | Espagne   | 19:32:27                         | 20:27:37                      | 20:28:42                | 1 min 05 s                | Coucher du soleil à 21:17  | 1,003     |
| León                                    | Espagne   | 19:32:39                         | 20:28:15                      | 20:29:59                | 1 min 44 s                | 21:22:02                   | 1,012     |
| Burgos                                  | Espagne   | 19:33:17                         | 20:28:19                      | 20:30:04                | 1 min 45 s                | Coucher du soleil à 21:20  | 1,014     |
| Zamora                                  | Espagne   | 19:34:35                         | 20:30:50                      | 20:31:04                | 14 s                      | Coucher du soleil à 21:23  | 1,000     |
| Saragosse                               | Espagne   | 19:34:36                         | 20:28:57                      | 20:30:22                | 1 min 25 s                | Coucher du soleil à 21:08  | 1,007     |
| Castellón de la Plana                   | Espagne   | 19:37:26                         | 20:31:14                      | 20:32:48                | 1 min 34 s                | Coucher du soleil à 21:01  | 1,010     |
| Palma de Majorque                       | Espagne   | 19:37:59                         | 20:31:00                      | 20:32:36                | 1 min 36 s                | Coucher du soleil à 20:49  | 1,015     |